# Између два месеца (позоришна представа)
Између два месеца је српска позоришна представа Театра на Брду премијерно изведена у мају 2023. године.

## Радња представе
Елегантни поп певач Дане и енергични фолк трепер Столе се након напорне тезге у Великој
Вароши преврну колима и упадну у реку. Ни живи, а ни сасвим мртви, ова двојица најбољих пријатеља се затичу у чудноватом, непознатом свету, истовремено уплашени, љути и забринути за себе, али и један за другог. Испоставља се да њихова даља судбина не зависи од само од бизарних правила тог света који тек треба да открију, већ и од њиховог међусобног односа који је све, само не једноставан. У простору између два Месеца, заједно са збуњеним певачима, покушавамо да откријемо шта је то право пријатељство, права породица, права уметност, неизбежни компромиси, али и шта је хумор – без кога се ни у смрт не иде.

## Ликови
- Дане - елегантни поп певач
- Столе - енергични фолк трепер

## Улоге
| Глумац               | Улога |
| -------------------- | ----- |
| Александар Радојичић | Дане  |
| Јован Јовановић      | Столе |

## Занимљивости
Сташа Копривица прерадила је текст свог оца Стевана Копривица "Tамо и назад" у ком су сличне улоге играли Андрија Милошевић, иначе један од власника позоришта у ком се игра представа, и Маринко Маџгаљ. Ово је потврдио и сам Милошевић у емисији Вече са Иваном Ивановићем када је са глумцима из представе најавио премијеру.
Представа "Тамо и назад" је доступна за гледање на онлајн платформи Синесеум.